# Južni Han
Južni Han (korejski: Namhan-gang) je rijeka u Južnoj Koreji.